# Građanski Zagreb
1. HŠK Građanski Zagreb, más conocido como Građanski Zagreb, fue un equipo de fútbol situado en Zagreb (Croacia), que existió desde 1919 hasta 1945. 
Durante su existencia el equipo tuvo mucha influencia en el desarrollo del fútbol en Croacia y Yugoslavia, con cinco campeonatos nacionales de liga y presencia en competiciones internacionales. El equipo fue disuelto en 1945 por las autoridades yugoslavas para crear, junto con otros dos clubes de su ciudad, el NK Dinamo Zagreb, considerado como su sustituto natural.

## Historia
En 1911, cuando Croacia formaba parte del Imperio Austrohúngaro, un jugador de fútbol llamado Andrija Mutafelija fundó junto a unos amigos un club deportivo dirigido a la población croata contraria a las políticas de magiarización del Gobierno, con el fútbol como principal reclamo. Dicho club se llamó Prvi Hrvatski Građanski Športski Klub Zagreb (traducible como Primer club deportivo de ciudadanos croatas de Zagreb) y desde sus inicios se hizo muy popular entre la clase trabajadora croata a diferencia de sus rivales del HAŠK, un club de perfil académico, de clase alta y con miembros procedentes de la Universidad de Zagreb.
En sus primeros años el equipo participó en campeonatos locales, hasta que en 1923 se inscribió en la primera edición del campeonato del Reino de Yugoslavia. Građanski Zagreb se proclamó campeón en la primera edición al batir en la final al SAŠK de Sarajevo, y se convirtió en uno de los clubes más populares de Croacia con dos títulos más en 1926 y 1928, así como un subcampeonato en 1925. En esos años desarrolló una fuerte rivalidad, además de con HAŠK, con los equipos de Hajduk Split y BSK Belgrado. En los años 1930 ganaría dos títulos más, en 1937 y 1940, bajo las órdenes del entrenador húngaro Márton Bukovi.

### Giras por Europa
La buena marcha de Građanski Zagreb le permitió realizar giras por Europa. La primera de todas ellas tuvo lugar en 1922 y 1923, cuando el equipo croata viajó a España y ganó en su casa al FC Barcelona y el Athletic Club de Bilbao. En junio de 1934 Građanski recibió a la selección de fútbol de Brasil, con la que empató 0:0, y en 1936 derrotó al Liverpool FC en Zagreb por 5:1. Ese mismo año el equipo viajó hasta Inglaterra, donde jugó contra varios clubes de Primera División y adoptó tácticas hasta entonces desconocidas en Yugoslavia con las que pudo ganar el campeonato nacional de 1937.
Građanski Zagreb pudo disputar la Copa Mitropa, primer torneo internacional existente en EUropa, en tres ocasiones: 1928, 1937 y 1940. En su primera edición los croatas fueron eliminados en cuartos de final por el FK Viktoria Žižkov de Checoslovaquia, mientras que en 1937 cayeron ante el Génova FC. En 1940 Građanski pudo llegar hasta las semifinales, donde perdieron contra el Rapid de Bucarest. Después de empatar las dos rondas y el partido final, se decidió desempatar a cara o cruz con resultado desfavorable para Zagreb. Aunque Rapid pasó a la final contra el Ferencváros, nunca pudo jugar dicho encuentro por el estallido de la Segunda Guerra Mundial.

### Segunda Guerra Mundial y desaparición
Cuando las potencias del Eje invadieron los Balcanes en 1941, el Reino de Yugoslavia fue disuelto y las competiciones deportivas del país se suspendieron. Sin embargo, el Eje estableció un gobierno títere en la zona con la creación del Estado Independiente de Croacia, que contó con sus propios torneos. Građanski participó en ellos y se proclamó campeón de fútbol en la temporada 1942/43, en una de las dos únicas temporadas de liga que se pudieron finalizar.
Cuando la Guerra Mundial concluyó en 1945, los partisanos del mariscal Tito refundaron la República Federal Popular de Yugoslavia. El nuevo Gobierno ordenó disolver los tres grandes clubes deportivos de Zagreb (HAŠK, Concordia Zagreb y Građanski Zagreb), y los archivos históricos del Građanski fueron quemados como castigo por competir en la liga del estado títere croata. El último partido de Građanski se disputó el 10 de abril de 1945 frente al HAŠK.
En junio de 1945 las autoridades yugoslavas en Croacia crearon un nuevo club deportivo conocido como Dinamo de Zagreb, que aunó a los mejores deportistas de las tres instituciones abolidas. El equipo de fútbol de Dinamo contó con una mayoría de jugadores de Građanski y en 1969 adoptó el antiguo escudo del club con ligeras variaciones, por lo que el Dinamo de Zagreb está considerado como el sustituto natural del equipo desaparecido.

## Entrenadores
| - Arthur Gaskell (1923-1924) - Josef Brandstätter (1925-1926) - Imre Pozsonyi (1926-1928) - James Donnelly (1929-1931) | - Giury Molnar (1932) - Robert Haftl (1933-1935) - Márton Bukovi (1935-1945) |

## Palmarés
- Primera Liga de Yugoslavia (5): 1923, 1926, 1928, 1936/37, 1939/40
- Campeonato del Estado Independiente de Croacia (1): 1943